# Klatka B
Klatka B – polski paradokument (ukazany na stronach projektu tivi.pl oraz na kanale Polsat Play od 9 marca 2009 o godzinie 14.00). Serial opowiada o życiu wielkomiejskiej społeczności we Wrocławiu. Bohaterowie Klatki B są mieszkańcami jednej klatki w dziesięciopiętrowym bloku mieszkalnym. Serial ma charakter dydaktyczno-moralizatorski, gdzie poprzez aluzje, metafory i analogie autor serialu obnaża i piętnuje przywary takie jak: bigoteria, ksenofobia, nacjonalizm, nihilizm, wulgarność itp., a także nawiązuje do bieżących wydarzeń politycznych i gospodarczych w kraju, których uczestnikami oraz przedstawicielami są mieszkańcy bloku.
Serial zrealizowany jest w formie materiałów nagrywanych przez niedoszłego socjologa, który po nakręceniu ich popadł w kłopoty z prawem i został usunięty z uczelni. W wywiadzie dla radia Planeta FM twórcy projektu zapewniali, że Klatka B to 10 godzin taśm wywiadu socjologicznego Michała Zielińskiego. Oprócz wywiadów z mieszkańcami, w projekcie pojawiają się także nagrania z ukrytych kamer oraz fragmenty z przesłuchania Zielińskiego przez policję.

## Lokalizacja
Akcja serialu toczy się na jednym z wrocławskich osiedli. Według informacji na głównej stronie projektu, wieżowiec znajduje się na ulicy Szczęśliwej. W rzeczywistości jednak blok ten znajduje się w zupełnie innej części Wrocławia. Blok znajduje się na osiedlu Kosmonautów przy ulicy Szybowcowej. Jednak są tam kręcone jedynie sceny przedstawiające wyłącznie klatkę schodową.

## Bohaterowie
- Michał Zieliński/Bartek Szkop (Bartłomiej Szkop) (ur. 1981) – student socjologii, autor projektu Klatka B.
- Barbara Kwarc (Barbara Rogowska) (ur. 1953) – dawna garderobiana, na emeryturze pracowała jako modelka w ASP.
- Maks Hampel (Maksymilian Kowalski) (ur. 1974) – nauczyciel matematyki, większość czasu przeznacza na pracę nad tajemniczym wynalazkiem.
- Zygmunt Warchoł (Franciszek Komorniczak) (ur. 1928) – emeryt, w przeszłości był żołnierzem Wojska Ludowego, posiada psa rasy pekińczyk, Polę. W przeszłości był także mężem Heleny Szerszeń.
- Helena Szerszeń (Helena Sufryd) (ur. 1958) – emerytka, dorabiająca w katolickiej rozgłośni radiowej (Radio Rodzina). W przeszłości była żoną Zygmunta Warchoła.
- Eliza Kowalska (Justyna Głowacz) (ur. 1984) – chora psychicznie dziewczyna opiekująca się swoją sparaliżowaną matką.
- Olga Hampel (Małgorzata Szota) (ur. 1973) – żona Maksa. W jednym z odcinków samodzielnie nagrywając siebie, błagała o „wypuszczenie jej” z bloku. Postać ta znika z serialu odchodząc od męża i zabierając ze sobą córkę. Jest uznana za zaginioną.
- Grzegorz Wysoki (Grzegorz Jednaki) – jeden z mieszkańców bloku, w którym mieści się Klatka B. Pracował jako ochroniarz, jest pracownikiem „korporacji”. Zajmuje się „konserwacją klatki” (sprząta, reperuje).
- Tadeusz Kruszyna (Tadeusz Radziwiłłowicz) – nowy mieszkaniec Klatki B. Ma 58 lat i mieszka na 5 piętrze. Poszukuje pracy. W przeszłości zajmował się kosmetyką nieboszczyków. Lubi chipsy.
- Profesor (Wojciech Kalwat) – naukowiec prowadzący eksperyment z 1977 roku, obecnie wykładowca na wydziale antropologii, dawniej na wydziale socjologii.
- Bąk („Koleś w wieku produkcyjnym” określany przez fanów skrótem KWWP) (Wojciech Ziemiański) – nowy mieszkaniec Klatki B. Dziwnie się zachowuje. Sąsiedzi posądzają go o romans z Elizą Kowalską.
- Matka Elizy (Halina Bartosik) – rzekomo sparaliżowana mieszkanka Klatki B, która w odcinku 16 ucieka z bloku. W odcinku 30 skacze z dachu bloku, w którym mieści się Klatka B. Jej ciało znika w niewyjaśnionych okolicznościach.
- Dorota (Dorota Lisowska) – jedna z uczestniczek eksperymentu profesora z 1977 roku, a także jego asystentka.
- Dziewczynka (Aleksandra Becmer) – dziecko przebywające w Klatce B i na obrzeżach bloku. Nie wiadomo czy jest mieszkańcem bloku. Lubi bawić się piłką. Szuka swojej matki.
- Policjant (Andrzej Olejnik) – mężczyzna przesłuchujący Michała. Stara się wyciągnąć od niego informacje na temat dziwnych sytuacji, które działy się w Klatce B.
- Policjant II – policjant przesłuchujący Baśkę, Maksa, Michała i Bąka oraz prowadzący dochodzenie w sprawie tajemniczych zdarzeń rozgrywających się w Klatce B. Nie wiadomo, czy jest to ta sama osoba, która przesłuchuje aresztowanego Michała.
- Marcelina Hampel (ur. 2008) – córka Maksa i Olgi. Poród odbył się w trakcie trwania projektu. Jej obecne miejsce zamieszkania nie jest znane. Wiadomo jedynie, że jej matka odeszła od jej ojca i zabrała ją ze sobą.

## Wątki pojawiające się w serialu
- Rzekoma ucieczka matki Elizy
- Eksperymenty Maksa nad ciążą Olgi
- Egzorcyzmy mieszkańców
- Eksperyment z lat 70. XX wieku
- Tatuaże mieszkańców
- Korespondencja mieszkańców (zsyp na śmieci)
- Korporacja
- Badania Maksa z użyciem anteny telewizyjnej
- Produkcja alkoholu i uprawa tajemniczego zioła
- Samobójstwo matki Elizy
- Zaginięcie Olgi
- Tajemniczy dom profesora
- Czasoprzestrzeń

## Odcinki
| Nr      | Tytuł                                                | Opis |
| ------- | ---------------------------------------------------- | --- |
| SERIA 1 |                                                      | |
| 1       | Baśka i łysy frajer – tak to się zaczęło             | Odcinek wprowadzający odbiorcę w akcję serialu. Michał Zieliński realizujący w Klatce B swoją pracę zaliczeniową na studia, zostaje aresztowany. Na komisariacie policji opowiada o wydarzeniach, które w 2005 roku rozegrały się w Klatce B. Przedstawiona zostaje m.in. Barbara Kwarc oraz Zygmunt Warchoł. Na jaw wychodzi konflikt Barbary i Zygmunta dotyczący jego psa, Poli. |
| 2       | Ta kobieta jest... – Barbara Kwarc na ekranie        | W odcinku ukazany jest wywiad z Zygmuntem, który wypowiada się na temat Barbary. Poznajemy Maksa i Olgę Hampelów. |
| 3       | Rocky Balboa i liczba Pi – Maksiu geniusz            | Maks opowiada o swoim wynalazku dotyczącym liczby Pi i fascynacji filmami akcji. Olga błaga o pomoc. |
| 4       | Stresiak – poznajcie Helenkę...                      | W odcinku tym poznajemy Helenę Szerszeń, która twierdzi, że jest bardzo religijna. Barbara przedstawia swoje najważniejsze przedmioty. |
| 5       | Niezły pałer – Baśka rządzi!                         | Barbara opowiada o swojej pracy zarobkowej w Holandii. Zdradza, że brała narkotyki. Poznajemy kolejną mieszkankę Klatki B – Elizę Kowalską. Maks opowiada o swoich fascynacjach literackich. |
| 6       | Zwariowana kobieta – horror i komedia we Wrocławiu   | Poznajemy bliżej Helenę i jej usposobienie oraz Elizę opiekującą się swoją sparaliżowaną matką. Maks i Olga podróżują windą. |
| 7       | Koleś w wieku produkcyjnym – i piii na oku           | Do klatki wprowadza się nowy mieszkaniec. Barbara i Zygmunt są zaniepokojeni dziwnymi odgłosami, które dochodzą z jego mieszkania. Michał zauważa, że Olga ma podbite oko. Maks twierdzi, że to skutek uderzenia się o drzwi szafki. |
| 8 – 9   | Tak zwany odcinek numer 9....                        | Barbara opowiada o próbie molestowania jej w dyskotece przez przypadkowo poznanego mężczyznę. Dowiadujemy się, że Olga Hampel spodziewa się dziecka. Michał informuje Zygmunta, że w jego mieszkaniu znajduje się ukryta kamera. Wspólnie starają się ją znaleźć. Michał stara się także nawiązać kontakt z pewnym mężczyzną uciekającym z klatki. Bezskutecznie. |
| 10      | Cienkie paróweczki – o co tu chodzi?!                | Barbara wypytuje Zygmunta o Polę. Podczas kolejnego wywiadu Michała z Elizą nieoczekiwanie budzi się jej matka. Eliza jednak szybko doprowadza do kolejnej utraty świadomości przez jej matkę. |
| 11      | Polcia – co się dzieje w piwnicy...                  | Barbara wyjawia Michałowi, że chce otruć Polę. Suczka zaginęła. Zygmunt poszukuje jej. Nie zostało wyjaśnione, czy pies został otruty przez Barbarę. Michał odkrywa, że Maks pracuje w piwnicy nad swoim eksperymentem. |
| 12      | Biorę się za sąsiadkę – Barbara Kwarc atakuje        | Barbara jest zazdrosna o Helenę Szerszeń, która zamierza otworzyć swój sklep. Przedstawia ją w negatywnym świetle i wyraża zamiary otwarcia własnego sklepu. Maks drze coś i wyrzuca to do zsypu. Baśka znajduje rzecz, którą wyrzucił do zsypu Hampel. Wychodzi na jaw, że ktoś zabrał Michałowi kasety z jego nagraniami sytuacji dziejących się w Klatce B. |
| 14      | Ona nas pogrąży... wiecie kto                        | Przedstawiony jest wywiad z Barbarą, która tłumaczy, że wszyscy mieszkańcy zrobią co w ich mocy, aby "ona" (nie zostało przedstawione o kogo chodzi) nic nie powiedziała, gdyż mogłaby ona pogrążyć mieszkańców. Helena widzi na ścianie bloku mieszkalnego postać Jezusa Chrystusa. Michał próbuje uwolnić Olgę. |
| 15      | To już naprawdę koniec świata – jest objawienie!     | Mieszkańcy widząc na ścianie bloku postać Jezusa, postanawiają odprawić zbiorową modlitwę. Zygmunt walczy z osiedlowymi łobuzami. Eliza nie wie, że jest podglądana w swoim mieszkaniu przez ukrytą kamerę. Podobnie jak Baśka, która znajduje się w kościele. |
| 16      | Wstała i wyszła – czy jest normalna?                 | Eliza Kowalska twierdzi, że jej sparaliżowana matka uciekła z domu. Nie przejmuje się jednak zbytnio tym faktem. Mieszkańcy Klatki B zastanawiają się co zrobić z „kolesiem w wieku produkcyjnym”, z którego mieszkania cały czas dochodzą dziwne odgłosy. |
| 17      | Czarne kondomy – na cholerę?                         | Trwa zebranie mieszkańców klatki B. Barbara twierdzi, że Eliza ma romans z nowym mieszkańcem. Dokładnie opisuje co mogliby robić oraz żali się, że wyrzucają przez okno czarne prezerwatywy. Barbarze nie podoba się także kandydat na zarządcę Klatki B. Nocą Michał goni po Klatce B Elizę. Nie udaje mu się jednak jej złapać. |
| 18      | Boisz się, nie? Słusznie...                          | Mieszkańcy porwali Elizę i niosą ją gdzieś. Ta próbuje się od nich uwolnić. Olga urodziła już dziecko. |
| 19      | Przestańcie już... proszę                            | Mieszkańcy odprawiają egzorcyzmy nad Elizą, gdyż myślą, że jest opętana. W odcinku tym pada stwierdzenie, że Eliza została zamordowana przez Michała. |
| SERIA 2 |                                                      | |
| 19A     | Taśma nr 9 ujawniona...                              | Odcinek przedstawia archiwalne nagrania z taśmy przedstawiające podobny eksperyment z 1977 roku. Poznajemy profesora prowadzącego eksperyment oraz pięciu uczestników eksperymentu. |
| 20      | Słodka idiotka                                       | Zbliżają się wybory na zarządcę Klatki B. Barbara i Zygmunt rozpoczęli kampanię wyborczą. Helena idzie do kościoła. |
| 21      | Baba z konia, chłopu lżej                            | Michał spotyka Helenę pod kościołem. Ma ona ze sobą reklamówkę. Michał bezskutecznie próbuje dowiedzieć się co w niej jest. Baśka mówi Michałowi jakie zadania czekają poszczególnych mieszkańców Klatki B po jej zwycięstwie w wyborach na zarządcę klatki. Zygmunt spożywa dziwne danie. Ktoś używa w piwnicy piły mechanicznej. Kolejna niezidentyfikowana postać mierzy skrzynki na listy. |
| 22      | Jestem Eliza                                         | W ramach swojej kampanii wyborczej na zarządcę Klatki B, Baśka roznosi po klatce ulotki. Ktoś przebiera się za Elizę i podszywa się pod nią przed Michałem. Helena wyjawia Michałowi, że wierzy w uzdrawiającą moc wody święconej, którą to ma od swojego znajomego księdza. Postać mierząca skrzynki porusza się windą. Rywalizacja Baśki i Zygmunta wchodzi w coraz to ostrzejszą fazę. |
| 23      | Baśka i jej zioło... zielsko Baśki wszystko wyjaśni? | Maks żąda od Michała natychmiastowego zakończenia jego projektu. Przy okazji na jaw wychodzi, że ma on na nadgarstku dziwny tatuaż. Podobnie jak Olga, Helena i Zygmunt. Baśka ujawnia przed Michałem swoją hodowlę zioła. Odcinek kończy się ukazaniem zakrwawionego ciała Elizy. |
| 24      | Warchoł won!                                         | Baśka i Zygmunt organizują przed blokiem debatę wyborczą. Michał stara się wybadać na kogo w wyborach na zarządcę klatki będą głosować poszczególni mieszkańcy Klatki B. Na Barbarę zamierza głosować Maks oraz wielu innych młodych ludzi, którzy, jak się okazuje, wiedzą o jej hodowli zioła. Debatę wygrywa jednak Zygmunt. Baśce puszczają nerwy i próbuje zaatakować Zygmunta. Później wrzuca coś do zsypu. |
| 25      | Ile zarabiają politycy – kampania wyborcza trwa!     | Baśka opowiada o zarobkach polityków. Jest pewna swojej wygranej w wyborach na zarządce klatki. Zygmunt odpowiada na pytania z ankiety Michała. Zieliński próbuje dowiedzieć się kim jest postać przebrana za Elizę. Baśka szuka czegoś we zsypie. Wyjmuje kartkę którą wyrzucił tam Zygmunt. Maks rozmawia przez telefon o korporacji, nie chce jednak powiedzieć o jakiej. |
| 25A     | Taśma nr 13                                          | Odcinek przedstawia archiwalne nagrania z taśmy przedstawiające podobny eksperyment z lat 70 XX wieku. Uczestnicy eksperymentu odpowiadają na pytania z ankiety profesora. Jeden z nich – Tadeusz Rogulski stopniowo traci przy tym cierpliwość. Profesor wielokrotnie pyta go czy ma on zdolności telepatyczne. Ten odpowiada na pytanie przecząco. |
| 26      | Ruchu, ruchu mój staruchu!                           | Barbara twierdzi, że otwiera sklep z akcesoriami erotycznymi. Zdradza przy tym Michałowi swój slogan reklamowy, przygotowany na wybory na zarządcę Klatki B. Maks zostaje uprowadzony z klatki przez mężczyzn w garniturach. |
| 27      | Oddajcie mi dziecko                                  | Okazuje się, że Eliza żyje, a osobą, która się za nią przebierała, była jej matka. Teraz matka Elizy błaga o oddanie jej dziecka. Na jaw wychodzi, że Barbara przetrzymuje w szafce w swoim mieszkaniu Polę, psa Zygmunta. Chce jej użyć do zaszantażowania swojego kontrkandydata w wyborach na zarządcę klatki. |
| 28      | Podnieta za pięć złotych                             | Ruszają sklepy Heleny i Baśki. Okazuje się, że w sklepie Barbary nie ma akcesoriów erotycznych, tak jak zapowiadała. Sprzedaje za to różne sprzęty po pięć złotych za sztukę. Helena sprzedaje dewocjonalia w wysokich cenach. Twierdzi, że dzięki jej produktom ludzie się uzdrawiają. Maks wraca od ludzi, którzy go niedawno uprowadzili z klatki. Nadal też pracuje nad swoim tajemniczym eksperymentem. Bada przy tym coś anteną telewizyjną Zygmunta. |
| 29      | Wytwórnia alkoholu                                   | Okazuje się, że Baśka prowadzi nielegalną wytwórnię alkoholu, a produkty sprzedaje w swoim sklepie pod nazwą: „Winiak klubowy”. Pomysł ten nie podoba się Helenie. Michał bada strych, w którym można dostrzec ślady podobnego eksperymentu przeprowadzonego w 1977 roku. Mężczyzna stara się także dowiedzieć do czego Maksowi jest potrzebna antena Zygmunta. Hampel jednak nie chce mu na razie udzielić żadnych informacji na ten temat i nakazuje mu opuszczenie miejsca jego tajemniczych badań. |
| 30      | Samobójstwo matki...                                 | Matka Elizy skacze z dachu bloku, w którym mieści się Klatka B. Świadkiem tej sceny jest przerażony Michał oraz Barbara, która jednak mówi Zielińskiemu, że niczego nie widziała. Nie ma także nigdzie ciała matki Elizy. Maks i Eliza błagają o wypuszczenie ich z pomieszczeń, w których są uwięzieni. Eliza układa kostkę Rubika, na której to poumieszczane są różne liczby, litery i symbole. |
| 31      | Wyciągał trupy, gotował i żarł. Kto...?              | Barbara opowiada o swoich ulubionych filmach i przeżyciach z dawnego oglądania w kinie filmu o kanibalu. Michał przyłapuje Helenę, która otrzymuje przez zsyp wiadomość o treści: „Już czas”. Odbiera jej karteczkę z wiadomością i wypytuje o co chodzi. Kobiet nie jest jednak zbyt wylewna. |
| 32      | Wybory, czy Baśka wygra?                             | Odbywają się wybory na zarządcę Klatki B. Stosunkiem głosów 56% do 44% wygrywa Zygmunt. Olga z dzieckiem odeszła od Maksa. Michał wyjawia Zygmuntowi, że jego pies Pola żyje. Warchoł bardzo się z tego cieszy. Barbara trafia na policyjne przesłuchanie. |
| 33      | A jednak Baśka! Baśka rządzi!                        | Zygmunt pod presją, jaką wywarła na nim Baśka, postanawia oddać jej władzę w Klatce B. Komisja wyborcza oficjalnie zatwierdza więc Barbarę jako zwyciężczynię wyborów. Ciąg dalszy przesłuchania Baśki. Dowiadujemy się więcej szczegółów na temat tatuaży mieszkańców. Maks ma problemy z ułożeniem kostki Rubika, co widzi wyraźnie Michał. Na klatce schodowej odbywa się spotkanie Baśki, Heleny, Maksa, Michała, mieszkającego w klatce karła Grzegorza oraz niezidentyfikowanego mężczyzny w berecie. Eliza uwięziona w czyimś mieszkaniu topi się w wannie. Nagle otwiera oczy i wstaje. |
| 34      | Poszukiwany, poszukiwana                             | Trwają poszukiwania Olgi. Na ścianach klatki zostają rozwieszone ogłoszenia. Policjant przesłuchuje Michała, któremu zarzuca nachodzenie i podglądanie mieszkańców oraz udział w egzorcyzmach przeprowadzanych na Elizie, a także Maksa, którego oskarża o tworzenie wraz z innymi mieszkańcami sekty. Maks opowiada policjantowi o swoim wynalazku i o Michale. Dowiadujemy się, że profesor prowadzący podobny eksperyment w 1977 roku nadal żyje. |
| 35      | Gołębie atakują                                      | Ciąg dalszy spotkania na klatce schodowej. Michał spisuje wygląd tatuaży poszczególnych członków spotkania, łączy go i wpisuje do swojego telefonu komórkowego. Baśka skarży się Michałowi na gołębie zanieczyszczające swoimi odchodami jej balkon. Zygmunt skarży się natomiast na Maksa, który pożyczył od niego jakiś czas temu antenę telewizyjną i nie chce jej oddać. Maks sprząta balkon u Baśki w ramach „pomocy sąsiedzkiej”. Eliza jest gdzieś uwięziona. Ma zaklejone taśmą usta. Maks również jest gdzieś uwięziony, ale przez ludzi z korporacji. |
| 36      | Chińczyki nas zaleją                                 | Baśka opowiada o promocjach, otwarciu pewnego supermarketu i oburzających ją wydarzeniach towarzyszących temu. Michał spotyka na uczelni profesora. Mówi mu, że ma taśmy z jego eksperymentu z 1977 roku. Oburzony profesor każe mu iść gdzieś za nim. Zygmunt z Heleną piją razem herbatę. Maks jest załamany odejściem Olgi z ich dzieckiem. |
| 37      | Pan jest chorym człowiekiem...                       | Michał rozmawia z profesorem na temat taśm z eksperymentu z roku 1977 i pracy zaliczeniowej. Mówi mu, że wszystko wymknęło się spod kontroli. Nazywa również profesora chorym człowiekiem. Maks jest przesłuchiwany przez korporację. Jest przy tym uwięziony. Gdy korporacja próbuje spalić go żywcem, w końcu zaczyna odpowiadać na jej pytania. Świadkami tego są m.in.: Grzegorz oraz mężczyzna, którego kiedyś gonił po klatce Michał. Baśka jako zarządca klatki wprowadza terror i reżim przy sprzątaniu klatki przez Zygmunta, Helenę, Grzegorza i Maksa. Do klatki wprowadza się pewien otyły mężczyzna. |
| 37A     | Taśma nr 38                                          | Odcinek przedstawia archiwalne nagrania z taśmy przedstawiające podobny eksperyment z lat 70. XX wieku oraz jego tragiczne zakończenie. Uczestnicy eksperymentu popadają w szaleństwo. Najmłodsza uczestniczka eksperymentu nie chce dalej brać w nim udziału, jakiś czas później ginie spadając ze schodów. Inny uczestnik eksperymentu – Leszek Buka opowiada profesorowi o książce, którą czytał, jaką jest Biały kieł Jacka Londona. W niewyjaśnionych okolicznościach śmierć ponoszą również pozostali uczestnicy eksperymentu. Profesor i jego niezidentyfikowany asystent umieszczają ich ciała na strychu, który w przyszłości będzie badał Michał. |
| 38      | Data Pana śmierci to...                              | Eliza w dalszym ciągu jest gdzieś więziona. Świadkiem tego jest Michał. Ma ona na sobie ślady pobicia. Baśka jest zaniepokojona eksperymentami Maksa, które przeprowadza on chodząc po klatce w białym stroju z anteną telewizyjną. Maks wyjaśnia Michałowi, że robi pomiary, bada jonizację oraz że piętra 6 i -1 są mocno zagrożone. Pyta też Michała o jego datę urodzenia. Michał podaje mu ją, ale jest ona błędna. Maks wylicza mu datę jego śmierci. |
| 39      | Nóż w wodzie                                         | Maks opowiada Michałowi o swoim ulubionym filmie, którym jest Nóż w wodzie. Jak się jednak okazuje nie wie jednak zbyt dobrze o czym opowiada ten film. Baśka nadal znajduje się na policyjnym przesłuchaniu. Nie jest jednak zbyt wylewna, szczególnie w sprawie zsypu i komunikacji mieszkańców klatki B. Zygmunt pokazuje Michałowi swój tatuaż i chce go „wciągnąć” w pewną dyskretną robotę, dzięki której można zdobyć fortunę. Profesor mówi Zielińskiemu o swoim asystencie z lat 70. XX wieku, który wciąż nad wszystkim czuwa. |
| 40      | Kłamca kłamca                                        | Baśka opowiada o jednej ze swoich podróży pociągiem i o pewnym bezdomnym podróżnym, z którym wtedy jechała. Michał wypytuje Maksa o zsyp. Maks twierdzi, że nic na ten temat nie wie. Eliza, nadal gdzieś uwięziona, prosi kogoś o pozwolenie jej na powrót do matki. |
| 41      | Heloł Barbara                                        | Baśka mówi Michałowi, że zna „trochę” angielski. Zieliński stara się sprawdzić jej znajomość tego języka. Zwany przez Barbarę „kolesiem w wieku produkcyjnym” – Bąk trafia na policyjne przesłuchanie. Opowiada tam o swojej znajomości z Elizą i zaprzecza braniu udziału w przeprowadzanych na niej egzorcyzmach. Na jaw wychodzi, że mężczyzna był karany w 1978 roku. Wygląda na to, że Michał podtapia w wannie Elizę. Maks opowiada Zielińskiemu o swoich przodkach. Nie potrafi jednak stwierdzić, czy ma pochodzenie szlacheckie, czy też królewskie. Okazuje się także, że pochodzi on z kazirodczej rodziny. |
| 42      | Zakochani... budzą zawiść Baśki                      | Baśka mówi Michałowi, że Zygmunt i Helena związali się ze sobą oraz że jest ona o to zazdrosna. Zygmunt upomina się u Maksa o oddanie mu jego anteny telewizyjnej. Maks zdradza Zygmuntowi do czego potrzebna mu jest jego antena i prosi o pożyczenie mu jej jeszcze na jakiś czas. Zygmunt niechętnie zgadza się na to. Mężczyźni umawiają się także na wspólne oglądanie w telewizji filmu Rocky Balboa. Baśka podróżuje windą z otyłym mężczyzną, który jakiś czas temu, wprowadził się do klatki. Kobieta wyczuwa tam dziwny, nieprzyjemny zapach. Zygmunt i Helena żywiołowo o czymś rozmawiają na ławce w parku. Kobieta chowa do swojej torebki jakąś kopertę. Maks bada oświetlenie w klatce. |
| 43      | Kosmetyka nieboszczyków                              | W odcinku tym poznajemy nowego mieszkańca Klatki B – Tadeusza. Jest on człowiekiem poszukującym pracy, bardzo otyłym i lubiącym chipsy. W przeszłości pracował w firmie zajmującej się kosmetyką nieboszczyków. Maks nadal nie chce zdradzić Michałowi tajemnicy swojego eksperymentu. Nie chce tego zrobić przed kamerą. W końcu mówi mu coś na ucho. Baśka skarży się Michałowi, że w klatce giną żarówki, a ona wciąż wkręca nowe, które także znikają w niewyjaśnionych okolicznościach. Stara się znaleźć złodzieja żarówek, którym jest Maks Hampel. |
| 44      | Regulamin Klatki B. Po pierwsze...                   | W mieszkaniu Zygmunta odbywa się kolejne zebranie mieszkańców Klatki B. Baśka ogłasza na nim nowy regulamin Klatki B. Później mieszkańcy postanawiają rozpocząć poszukiwania Olgi i Elizy. Tadeusz wpada na pomysł, by o to gdzie należy rozpocząć poszukiwania, zapytać duchy. Mieszkańcy zbierają się w końcu na seans spirytystyczny. |
| 45      | Ktoś mnie podsłuchuje...                             | Barbara, Maks, Helena, Zygmunt i Grzegorz pod wodzą Tadeusza wywołują duchy. Dowiadują się przy tym, że Eliza i Olga są obecnie w tym samym miejscu. Niespodziewanie Baśka, sceptycznie nastawiona do pomysłu wywoływania duchów, przerywa seans, po czym zaczynają się ruszać wiszące na ścianie obrazy i włącza się telewizor. Helena słyszy w swoim mieszkaniu dziwne głosy. Razem z Michałem stara się zlokalizować ich źródło. Baśka natomiast ma wrażenie, że ktoś ją nieustannie śledzi, podgląda i podsłuchuje. |
| 46      | Nie lubię kociej wiary – mówi Barbara Kwarc          | Trwa przesłuchanie Michała (który w tym odcinku zostaje przedstawiony swoim prawdziwym imieniem – Bartłomiej). Michał opowiada o tym jak opiekował się dziewczynką. Maks kontynuuje wątek daty śmierci Michała. Zapowiada zniknięcie Michała 30 marca 2009 roku. Tadeusz ogląda w telewizji materiały z uwięzioną gdzieś Elizą. Barbara skarży się Michałowi na Zygmunta, który ukradł jej wycieraczkę i obkleił klamkę Butaprenem. W tym czasie odwiedzają ją Świadkowie Jehowy, których stanowczo wyrzuca z domu. |
| 47      | Czas w drogę                                         | Baśka i Helena zamykają swoje sklepy. Obie narzekają na kryzys gospodarczy, do którego przyczynił się według nich ówczesny premier – Marek Belka. Barbara, Helena, Maks i Zygmunt przygotowują się do rozpoczęcia poszukiwań Olgi i Elizy. Zygmunt ubiera się przy tym w swój dawny wojskowy mundur i bierze ze sobą broń. Maks mówi Michałowi, że wszyscy są już gotowi rozpoczęcia akcji. |
| 48      | A więc w drogę                                       | Mieszkańcy Klatki B kontynuują przygotowania akcji poszukiwawczej Elizy i Olgi. Barbara ćwiczy jogę. Ubrany w kombinezon i okulary, które mają chronić oczy przed promieniowaniem ultrafioletowym Maks, pakuje do torby swoje obliczenia liczby Pi, żarówkę i inne techniczne akcesoria. Zygmunt wyjawia, że ma zamiar wziąć Polę na wyprawę i zdradza, że już zaczął ją szkolić. Helena deklaruje, że nie wyruszy w podróż bez swojego krzyża. Barbara ma zamiar spakować telefon, aby kontaktować się ze spółdzielnią mieszkaniową. W końcu nadchodzi czas wyprawy. Baśka, Zygmunt, Helena, Maks i Grzegorz zjeżdżają wspólnie windą na piętro -1. Zjeżdża tam także samotnie Tadeusz. |
| SERIA 3 |                                                      | |
| 49      | Przebudzenie...                                      | Michał, Baśka, Maks, Zygmunt, Helena, Grzegorz i Tadeusz budzą się przykryci folią na strychu, na którym w 1977 roku leżały ciała zmarłych uczestników eksperymentu z tamtego roku. Wkrótce mieszkańcy klatki B odkrywają, że znajdują się w wielkim, bliżej nieznanym im domu oraz że nie ma wraz z nimi Poli. Zygmunt poszukuje psa. Wkrótce mieszkańcy zaczynają badać miejsce w którym się znaleźli. Baśka odkrywa, że za pewnymi drzwiami coś się pali. |
| 50      | Nigdy stąd nie wyjdziemy...                          | Mieszkańcy schodzą na dół. Za pewnymi drzwiami znajdują salę, w której znajduje się stół z licznymi smakowitymi potrawami. Wygłodniali zaczynają jeść. W pewnym momencie na chwilę gaśnie światło. Mieszkańcy odkrywają, że w pomieszczeniu tym nie są sami. Oprócz nich znajduje się tam także Eliza. |
| 51      | Banda idiotów                                        | Mieszkańcy Klatki B spotykają się z Elizą. Ta brutalnie ich wszystkich podsumowuje i odkrywa ich najciemniejsze tajemnice i kompleksy. Baśka protestuje. Zostaje jednak uciszona przez Elizę jej tajemniczym pilotem, którym sprawnie też wszystkimi „dyryguje”. Wkrótce mieszkańcom zaczyna kończyć się jedzenie. |
| 52      | Ona narkomanka jest                                  | Baśka nadal ma wątpliwości co do Elizy, jej tożsamości i zachowania. Twierdzi iż ostatnie zachowanie dziewczyny to efekt palenia haszyszu. Następnego ranka po przebudzeniu się mieszkańcy dostrzegają, że ktoś znów zastawił dla nich obficie jedzeniem stół. Wszyscy zaczynają delektować się świeżym pokarmem. |
| 53      | Śpiewać każdy może                                   | Michał wypytuje Maksa o jego ulubione utwory muzyczne. Hampel zdradza Zielińskiemu, że do jego ulubionych utworów muzycznych należy Czerwona jarzębina z gatunku disco polo. Na prośbę Michała Maks wykonuje część piosenki. Wspomina przy tym chwile spędzone z Olgą. Eliza opowiada Michałowi o tym jak przeszła metamorfozę. Mówi mu także, że niedawno była tu także Olga, ale teraz wróciła do rzeczywistości. |
| 54      | Czasoprzestrzeń – czym jest                          | W domu niespodziewanie pojawia się profesor. Na jego widok Michał zaczyna uciekać. Profesor jednak zatrzymuje go przed wyjściem z domu i nakazuje mu wrócić do jadalni, w której to zgromadzeni są pozostali mieszkańcy. Wkrótce mężczyzna wyjaśnia wszystkim, że na razie nie opuszczą domu oraz że biorą udział w pewnym eksperymencie, który pomógł mu przeprowadzić Michał. Maks bada światłość znajdującą się za pewnymi drzwiami. Oświadcza Michałowi, że to czasoprzestrzeń, do której wejście może spowodować nawet śmierć. Hampel planuje umożliwić sobie drogę powrotną z tamtego miejsca. |
| 55      | Doprowadza mnie do szału!                            | Baśka zwierza się Michałowi ze swojej wściekłości na Tadeusza, Helenę, Zygmunta i Maksa oraz na ich ostatnie zachowanie. Również Maks zaczyna robić się coraz bardziej agresywny. Ma już dość wywiadów z Michałem. Bliżej nieznane dwie dziewczynki rozmawiają przez telefon. |
| 56      | Kto obracał Elizę? No kto?!                          | Baśka i Michał zastanawiają się kto przygotowuje im jedzenie w domu, w którym aktualnie się znajdują. Dochodzą do wniosku, że to Eliza. Michał twierdzi również, że profesor pozakładał w domu ukryte kamery i podsłuchy. Baśka natomiast twierdzi, że Eliza sypia z profesorem. Kobieta niezbyt pochlebnie wyraża się o starcu. Eliza zaprasza na swój nowy show o nazwie Dla Elizy. |
| 57      | Kto jest piękniejszy?                                | Profesor w asyście Elizy rozdaje Maksowi, Baśce, Zygmuntowi, Grzegorzowi, Helenie i Tadeuszowi klucze. Tylko Baśka nie chce wziąć swojego klucza. Uważa, że to na pewno coś złego. Eliza gości w swoim show Dla Elizy gościa specjalnego, którym jest ubrana w inne ubranie i brudna Eliza. Pewna siebie prowadząca drwi sobie i szydzi ze swojego gościa, który jest tylko nieśmiałą dziewczyną. |
| 58      | Do ataku!                                            | Baśka bierze swój klucz od profesora. Michał pyta starca, gdzie znajduje się jego klucz, ale ten odpowiada tylko, że drzwi jego pokoju są zawsze otwarte. Zygmunt i Helena oglądają swoje pokoje. Zaczynają zachowywać się jak dzieci. Pokój Heleny ustylizowany jest na pokój pobożnej katoliczki, a w swoim pokoju Zygmunt bawi się żołnierzykami w wojnę. Następuje przypomnienie sceny z serii II, podczas której Michał spisuje kody z rąk mieszkańców i gdzieś dzwoni. Okazuje się, że dzwoni on do domu profesora, w którym telefon odbiera Baśka z innego wymiaru czasowego. |
| 59      | Grafik                                               | Barbara uważa telefon Michała z Klatki za żart i zdenerwowana odkłada słuchawkę. Później wraz z Michałem przysłuchuje się dziwnym dźwiękom dochodzącym zza ściany. Podejrzewa, że to profesor i Eliza uprawiający seks. Baśka twierdzi także, że profesor posiada specjalny grafik, w którym ma ustalone pory kolejnych stosunków. Tak naprawdę, dziwne dźwięki wydaje Grzegorz, którzy bawi się w swoim pokoju pełnym balonów. Maks i Tadeusz wchodzą do swoich pokoi. Pokój Maksa wypełniony jest potrzebnymi mu do badań naukowych akcesoriami, a Tadeusza jedzeniem i pucharami. Mężczyźni są bardzo zadowoleni ze swoich pokoi. Profesor oświadcza, że pokoje to marzenia, które właśnie się spełniły. |
| 60      | Siedzą i się modlą                                   | Profesor przemawia do mieszkańców. Wylicza ich największe grzechy i im ich gratuluje. Michałowi sugeruje, że jego lenistwo doprowadziło do śmierci matki Elizy. Mieszkańcom zaczyna podobać się ich nowe otoczenie, podejrzliwa jest tylko Baśka. Michał szuka swojego pokoju. Znajduje do niego drzwi, ale nie ma za nimi wnętrza jego pokoju. Barbara jest gościem specjalnym w show Dla Elizy. Wychwala swój pokój, a pokoje innych krytykuje. Opowiada także o coraz dziwniejszym zachowaniu innych mieszkańców. Brudna Eliza prosi matkę o przebaczenie. |
| 61      | Telefon                                              | Michał gości w show Dla Elizy. W końcu mówi jej wprost co o niej myśli i pyta dlaczego się tak zmieniła. Wspomina o tym, że Eliza chciała, by ten przetrzymywał ją w łazience. Wkrótce kłótnia Elizy i Michała przeradza się we wspólny śmiech. Niebawem prowadzenie show Elizy przejmuje Baśka i zapowiada urządzenie balu idiotów. Tymczasem Helena wykonuje tajemniczy i dziwny zabieg. Tadeusz opowiada o tatuażach i mężczyźnie z 6 piętra, który je spisywał i układał w numer telefonu. Sam Tadeusz nie ma jednak tatuażu. Maks odbiera dzwoniący w domu telefon. |
| 62      | Bal dla idiotów?                                     | Mieszkańcy bawią się na zorganizowanym przez Baśkę „Balu dla idiotów”. Imprezę przerywa wejście profesora i Elizy. Profesor informuje mieszkańców, że muszą oni spośród siebie wytypować jedną osobę, która to przekroczy przez ostatnie otwarte drzwi i przejdzie przy tym olbrzymie katusze, aby pozostali mogli nadal mieszkać w domu. Barbara zapowiada, że nie da się stąd wyrzucić. Eliza mówi Michałowi, że zginie w ten sam sposób co jej matka i asystentka profesora z 1977 roku. |
| 63      | Każdy ma jakiegoś bzika                              | Baśka twierdzi, że pilot Elizy ma na mieszkańców zły wpływ. Postanawia ukraść go dziewczynie. Eliza i Helena próbują się zaprzyjaźnić. W programie Dla Elizy odbywają się nominacje do opuszczenia domu profesora. Z Elizą kontaktuje się osoba, która rzekomo zamawiała u niej kiedyś reklamy. Dziewczyna nie jest jednak w stanie z nią rozmawiać. Helena zmienia oddany przez siebie w głosowaniu głos. |
| 64      | Akcja pilot                                          | Baśka informuje pozostałych mieszkańców, że ten kto znajdzie pilota, zostanie panem domu. Tak naprawdę jednak oszukuje ich i sama ma urządzenie. Mieszkańcy ze stoickim spokojem zmieniają typy swoich nominacji, czym wprawiają Elizę w coraz to większą wściekłość. Dziewczyna poszukuje także swojego zaginionego pilota. Profesor wyraźnie nie jest zadowolony z jego zaginięcia. Zygmunt odbiera dzwoniący telefon. Nie rozumie jednak kto i w jakim celu dzwoni. Eliza oskarża Helenę o zniszczenie ich przyjaźni, kiedy ta kolejny raz zmienia swój głos. |
| 65      | Zmieniłem zdanie...                                  | Maks opowiada Michałowi o tym jak bywał kiedyś na piętrze -1 i tym samym w pałacyku profesora. Spotykał tu uczestników eksperymentu z 1977 roku, a także Olgę. Kolejne zmiany w nominacjach doprowadzają Elizę do szaleństwa. Dziewczyna omal nie zabija Grzegorza jego strzelbą. Wkrótce jednak sama usiłuje się zastrzelić. Rozlega się strzał. |
| 66      | Żegnaj Michał...                                     | W show Dla Elizy gości profesor. Opowiada o telewizji i związanej z nią także manipulacji. Jednak oszalała Eliza tak go rozprasza, że zaczyna mówić o wakacjach. Michał, który sam się wytypował do opuszczenia domu zostaje siłą zaciągnięty przez pozostałych mieszkańców w czasoprzestrzeń. Wszyscy się z tego cieszą. Baśka jednak cofa pilotem czas i sprawia, że Michał sam opuszcza dom i żegna się ze wszystkimi dziękując im za wspólnie spędzony czas. Wszyscy są bardzo zasmuceni. Następnie widzimy serię obrazów z dotychczasowego życia Michała, po których Zieliński wraca do rzeczywistości. Profesor informuje go, że gra dobiegła końca. |
| 67      | K O N I E C ! ...to już koniec...                    | Bartłomiej Szkop zjawia się w szpitalu psychiatrycznym, w którym to widzimy również Baśkę, Zygmunta, Helenę i profesora w rolach lekarzy, Maksa i Elizę w roli pielęgniarzy, Grzegorza jako salowego oraz Tadeusza jako pacjenta. Okazuje się, że Bartek przez trzy miesiące przechodził terapię polegającą na tym, że stworzył sobie swój własny wyimaginowany świat, w którym to wyobrażał sobie siebie jako studenta socjologii Michała Zielińskiego realizującego swoją pracę zaliczeniową w Klatce B. Bartek oddaje profesorowi kasety jakie udało mu się nagrać podczas terapii. Nie ma jednak na nich nikogo z mieszkańców Klatki, poza nim samym. Brakuje jednak kaset nr 8, 13 i 38. Przemierzając szpitalny korytarz Bartek dostrzega znajome mu postaci lekarzy i pacjentów. Wśród nich są także jako pacjentki: asystentka profesora z 1977 roku wołająca Bartka imieniem Michał oraz matka Elizy, która przekazuje Bartkowi jakiś tajemniczy zeszyt. W następnej przepełnionej metaforą scenie, Bartek opuszcza szpital wioząc na wózku inwalidzkim telewizor, wielokrotnie zadaje pytanie: „Jaką rozdzielczość ma rzeczywistość?”. Odcinek ten wywołuje skojarzenia z fabułą powieści i filmu Wyspa tajemnic. |